# Petranka
Petranka (ukrainisch Петранка;  russisch Петранка, polnisch Petranka) ist ein Dorf in der ukrainischen Oblast Iwano-Frankiwsk mit etwa 3000 Einwohnern (2001).

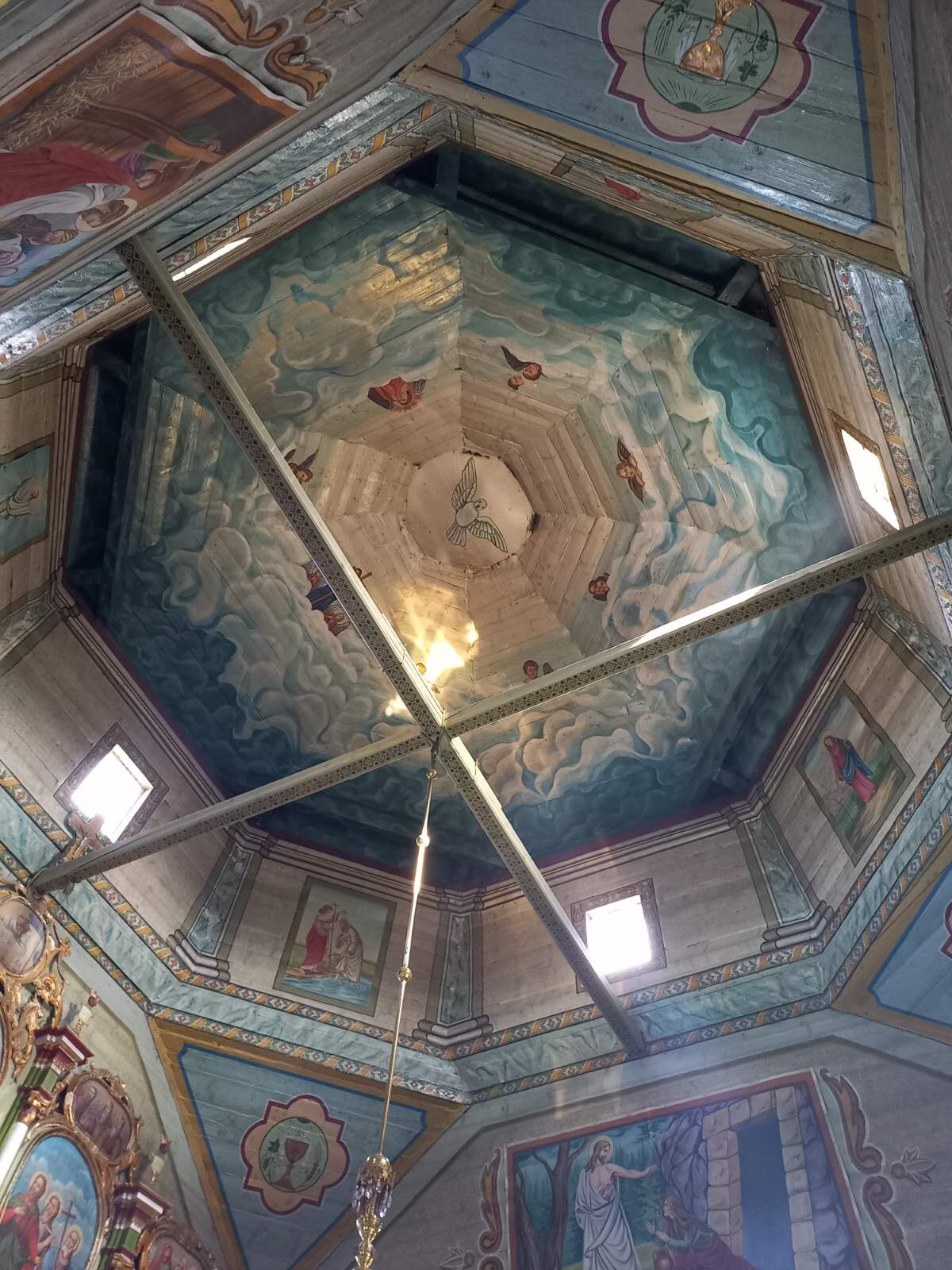
Innenraum der Kirche im Ort

Das 1603 gegründete Dorf liegt im Osten der historischen Landschaft Galizien am Ufer der Bereschnyzja (Бережниця), einem 23 km langen Nebenfluss der Limnyzja 13 km südöstlich vom ehemaligen Rajonzentrum Roschnjatiw und etwa 50 km westlich vom Oblastzentrum Iwano-Frankiwsk. Westlich vom Dorf verläuft die Territorialstraße T–09–01.
Am 12. Juni 2020 wurde das Dorf ein Teil der neu gegründeten Siedlungsgemeinde Roschnjatiw im Rajon Roschnjatiw, bis dahin bildete es die gleichnamige Landratsgemeinde Petranka (Петранківська сільська рада/Petrankiwska silska rada) im Nordosten des Rajons.
Am 17. Juli 2020 wurde der Ort Teil des Rajons Kalusch.